# Rome Frenzy
Rome Frenzy byl profesionální americký klub ledního hokeje, který sídlil v Rome ve státě New York. V letech 2010–2011 působil v profesionální soutěži Federal Hockey League. Frenzy ve své poslední sezóně v FHL skončily v základní části. Své domácí zápasy odehrával v hale John F. Kennedy Civic Arena s kapacitou 1 200 diváků. Klubové barvy byly černá, nebeská modř a bílá.

## Přehled ligové účasti
Zdroj: 
- 2010–2011: Federal Hockey League